# Waldersbach
Waldersbach est une commune française, située à 500 m d'altitude dans la circonscription administrative du Bas-Rhin et, depuis le 1er janvier 2021, dans le territoire de la Collectivité européenne d'Alsace, en région Grand Est.
Cette commune se trouve dans la région historique et culturelle d'Alsace.
Du 1er avril 1974 au 1er janvier 1992, la commune a été dénommée Ban-de-la-Roche à la suite de la fusion-association avec les communes de Belmont, Bellefosse puis, le 1er janvier 1975, avec la commune de Fouday.

## Géographie

### Localisation
Waldersbach est un village de montagne et même si le village est bien orienté, la fraîcheur venant des forêts situées au-dessus « descend » dès que le soleil cesse de chauffer.

### Communes limitrophes
| Solbach     | Wildersbach | Neuviller-la-Roche |
| Fouday      | Waldersbach |                    |
| Blancherupt | Bellefosse  | Belmont            |

### Hydrographie
La commune est dans le bassin versant du Rhin au sein du bassin Rhin-Meuse. Elle est drainée par le ruisseau de la Chergoutte,.

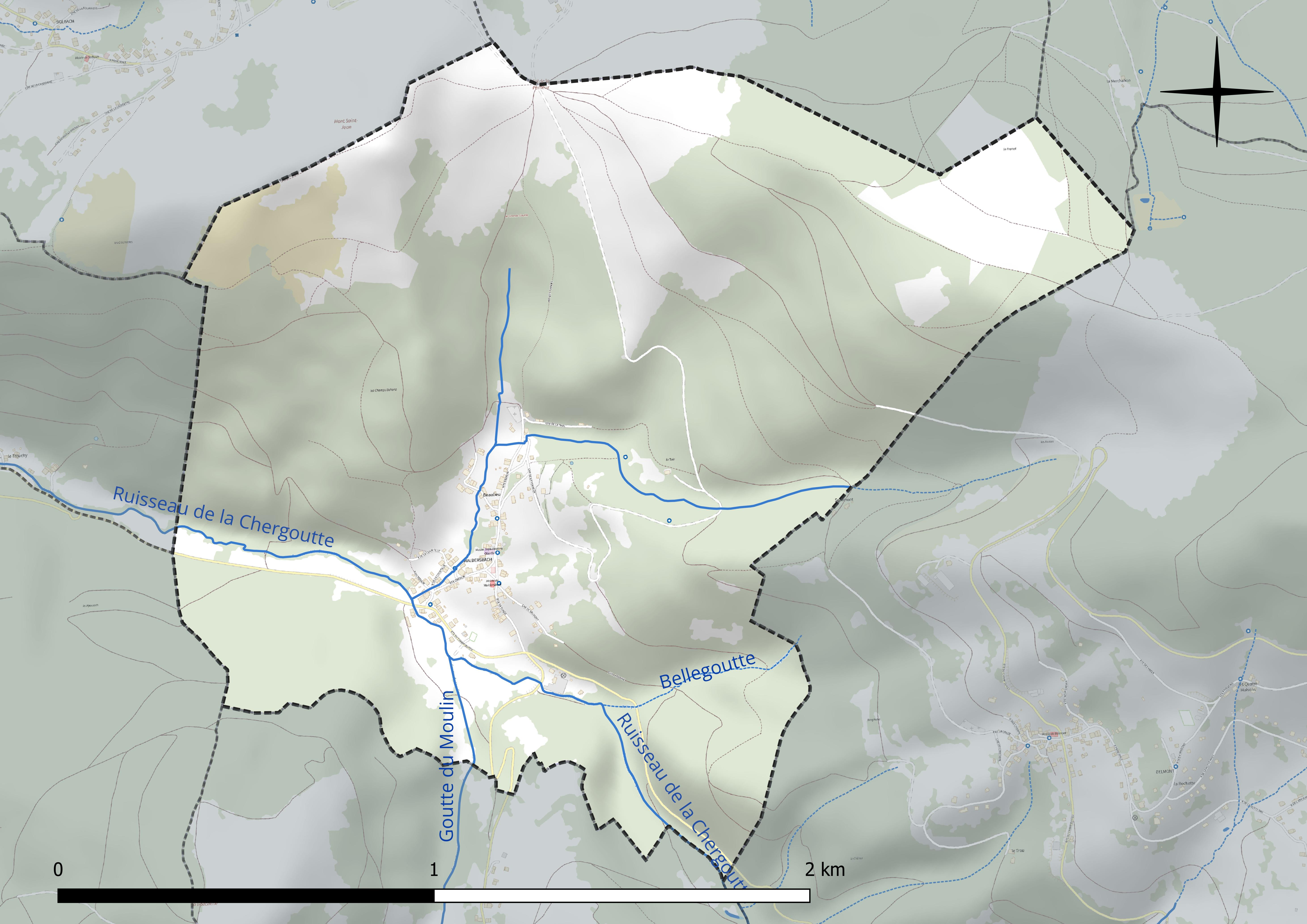
Réseau hydrographique de Waldersbach.

Le réseau hydraulique est assez important et, à la hauteur de Waldersbach, un certain nombre de ruisseaux se déversent dans la Schirgoutte ou Chirgoutte qui prend source sous le col de la Charbonnière : la Goutte du Moulin, en provenance de Bellefosse, la Bellegoutte, et la Grande Goutte qui prend sa source en dessous du col de la Perheux. La Schirgoutte descend ensuite se jeter dans la Bruche à Fouday une centaine de mètres plus bas. Le réseau hydraulique est donc lié au massif du Champ du Feu.

### Climat
Pour des articles plus généraux, voir Climat du Grand Est et Climat du Bas-Rhin.
En 2010, le climat de la commune est de type climat de montagne, selon une étude du Centre national de la recherche scientifique s'appuyant sur une série de données couvrant la période 1971-2000. En 2020, Météo-France publie une typologie des climats de la France métropolitaine dans laquelle la commune est exposée à un climat semi-continental et est dans la région climatique  Vosges, caractérisée par une pluviométrie très élevée (1 500 à 2 000 mm/an) en toutes saisons et un hiver rude (moins de 1 °C). 
Pour la période 1971-2000, la température annuelle moyenne est de 8,6 °C, avec une amplitude thermique annuelle de 16 °C. Le cumul annuel moyen de précipitations est de 1 257 mm, avec 12,9 jours de précipitations en janvier et 11,4 jours en juillet. Pour la période 1991-2020, la température moyenne annuelle observée sur la station météorologique de Météo-France la plus proche, « Belmont », sur la commune de Belmont à 2 km à vol d'oiseau, est de 7,0 °C et le cumul annuel moyen de précipitations est de 1 341,9 mm. 
La température maximale relevée sur cette station est de 30,9 °C, atteinte le 5 juillet 2015 ; la température minimale est de −20,3 °C, atteinte le 20 décembre 2009,,. 
Les paramètres climatiques de la commune ont été estimés pour le milieu du siècle (2041-2070) selon différents scénarios d'émission de gaz à effet de serre à partir des nouvelles projections climatiques de référence DRIAS-2020. Ils sont consultables sur un site dédié publié par Météo-France en novembre 2022.

## Urbanisme

### Typologie
Au 1er janvier 2024, Waldersbach est catégorisée commune rurale à habitat dispersé, selon la nouvelle grille communale de densité à sept niveaux définie par l'Insee en 2022.
Elle est située hors unité urbaine et hors attraction des villes,.

### Occupation des sols
L'occupation des sols de la commune, telle qu'elle ressort de la base de données européenne d’occupation biophysique des sols Corine Land Cover (CLC), est marquée par l'importance des forêts et milieux semi-naturels (90,6 % en 2018), en augmentation par rapport à 1990 (81,6 %). La répartition détaillée en 2018 est la suivante : forêts (77 %), milieux à végétation arbustive et/ou herbacée (13,5 %), zones urbanisées (7,6 %), prairies (1,8 %). L'évolution de l’occupation des sols de la commune et de ses infrastructures peut être observée sur les différentes représentations cartographiques du territoire : la carte de Cassini (XVIIIe siècle), la carte d'état-major (1820-1866) et les cartes ou photos aériennes de l'IGN pour la période actuelle (1950 à aujourd'hui).

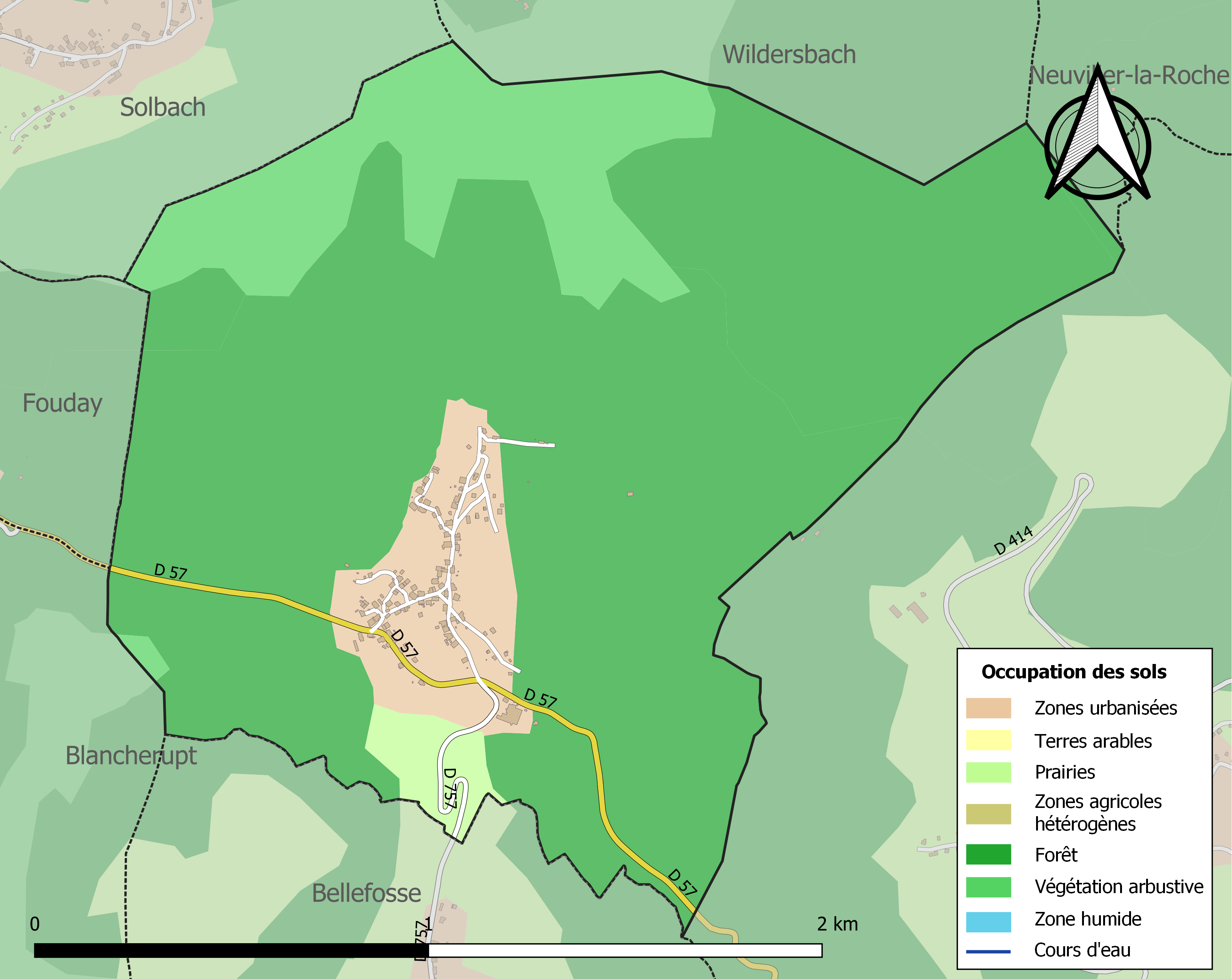
Carte des infrastructures et de l'occupation des sols de la commune en 2018 (CLC).

## Histoire

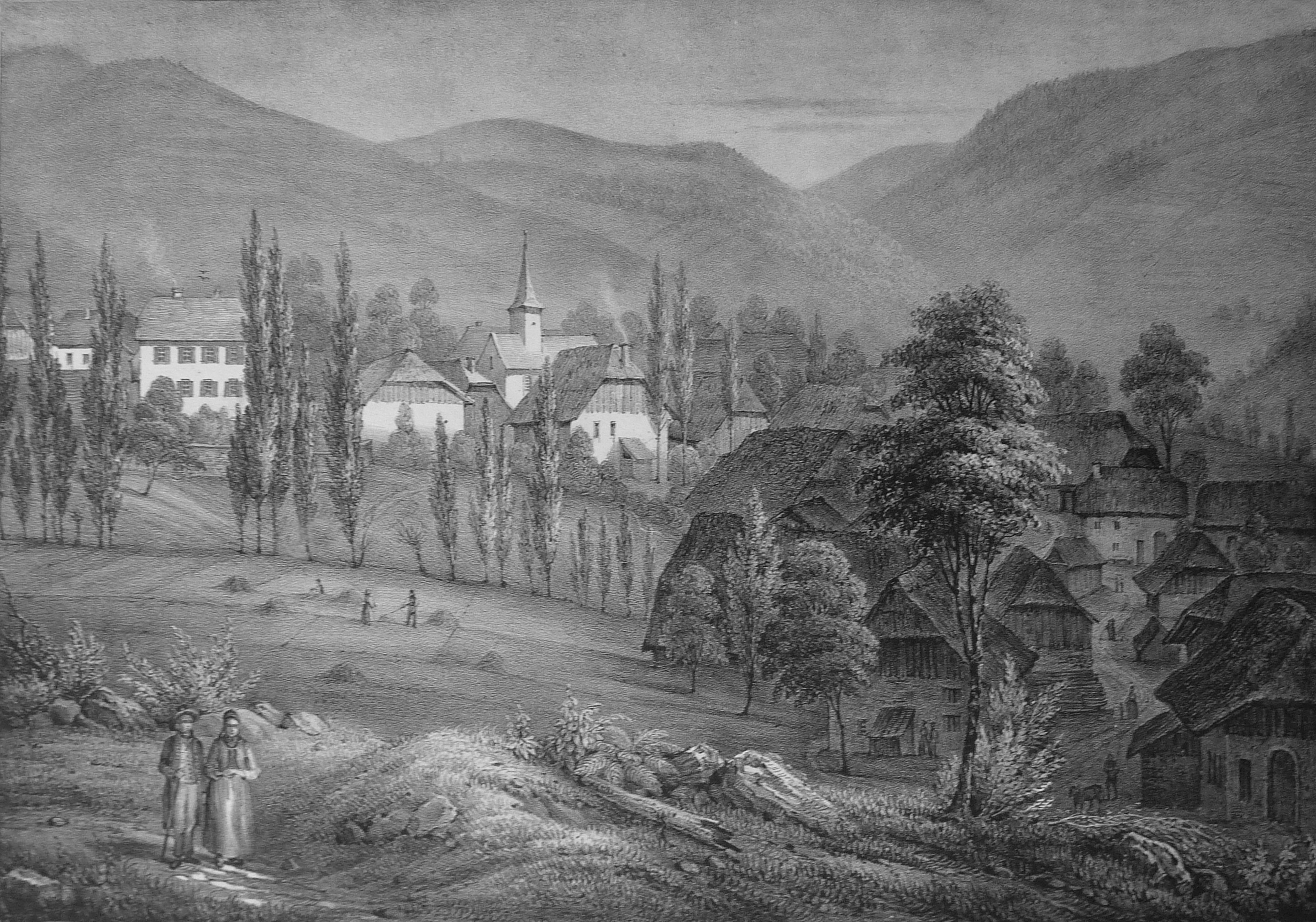
Waldbach, lithographie de Théophile Schuler, 1837.

Waldersbach faisait partie de l'ancienne seigneurie du Ban de la Roche. On y trouve un musée à la mémoire de Jean-Frédéric Oberlin, pasteur, pédagogue, animateur rural, défenseur des Droits de l'Homme.
Le développement du Ban de la Roche a lieu tout d'abord au XVIe siècle sous l'influence du seigneur comte Palatin Georges-Jean de Veldenz. Il obtient l'autorisation d'exploiter des mines et achète le Ban de la Roche en 1584. Suivra une période plus sombre avec des procès en sorcellerie en 1620-1621, où une trentaine de personnes ont succombé au bûcher dans le col de la Perheux, puis la guerre de Trente Ans. En 1655, sept familles sont recensées à Waldersbach. Les XVIIIe et XIXe siècles seront une période plus favorable avec le développement du textile : une filature est créée à Waldersbach sous l'impulsion de Jean George Reber, et une rubannerie à Fouday sous l'impulsion de Jean-Luc et Daniel Legrand.
De 1750 à 1754 puis de 1760 à 1767, Jean Georges Stuber est pasteur à Waldersbach. Il élabore de nouvelles méthodes pédagogiques et s'efforce particulièrement d'apprendre à lire aux paroissiens. Avant de partir, il se préoccupe de trouver un digne successeur en la personne de Jean-Frédéric Oberlin qui lui succède en 1767 alors âgé de 27 ans. Il restera à Waldersbach jusqu'à sa mort en 1826 à l'âge de 86 ans. Au cours de toutes ces années, il dépensera efficacement beaucoup d'énergie pour améliorer le réseau routier, l'agriculture, l'hygiène, l'habitat, l'instruction. Le musée Jean-Frédéric-Oberlin met en valeur sa vie et son œuvre.

## Politique et administration
À la fin des années 1940, la commune bénéficiait d'une agence postale ou d'un correspondant rural, le cachet à date était de forme hexagonale tireté.

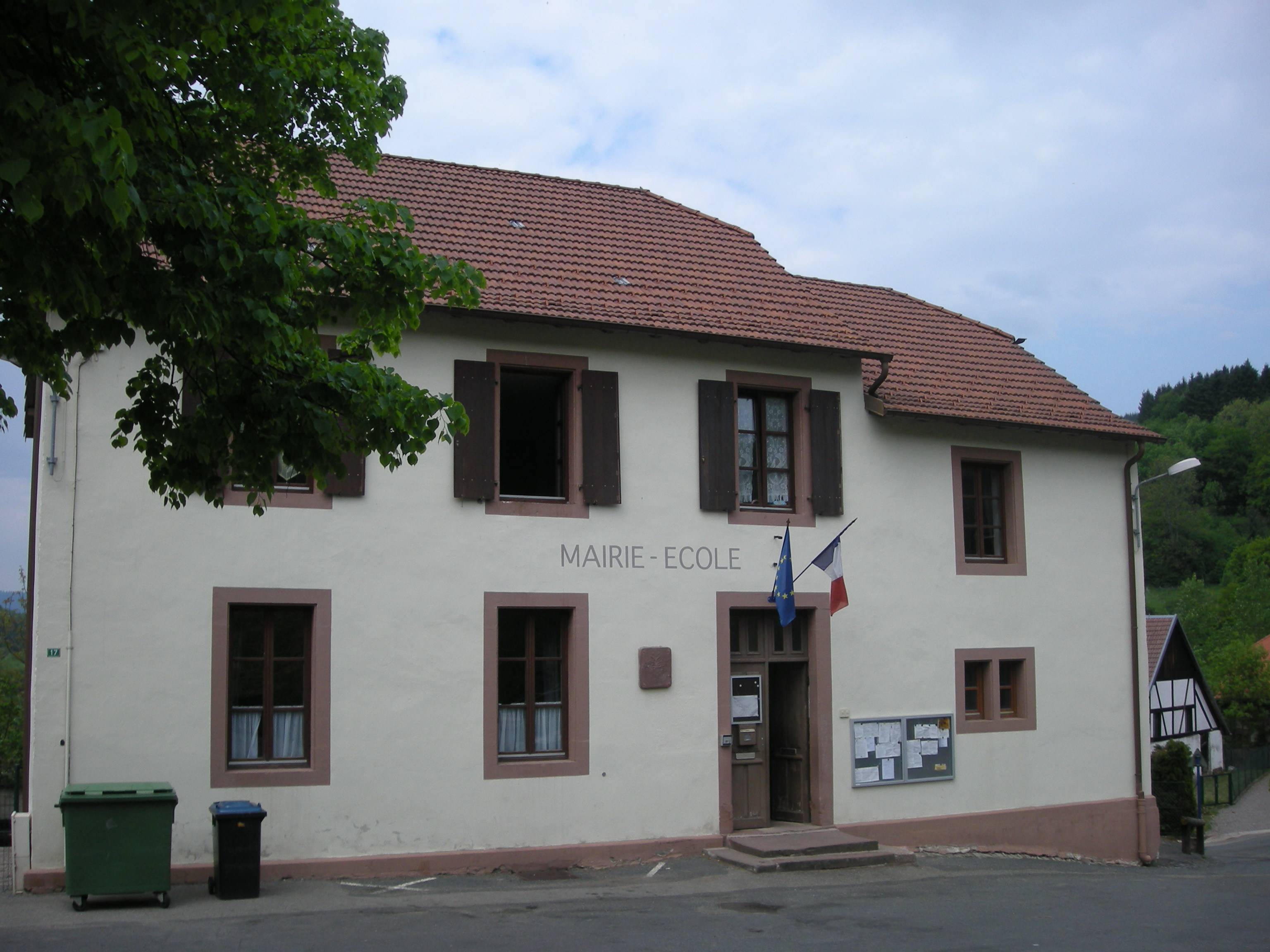
La mairie-école.

### Liste des maires
| Période                                  | Période                   | Identité                                       | Étiquette | Qualité |
| ---------------------------------------- | ------------------------- | ---------------------------------------------- | --------- | ------- |
| Les données manquantes sont à compléter. |                           |                                                |           |         |
| mars 2001                                | En cours (au 31 mai 2020) | Pierre Reymann, Réélu pour le mandat 2020-2026 |           |         |

### Jumelages

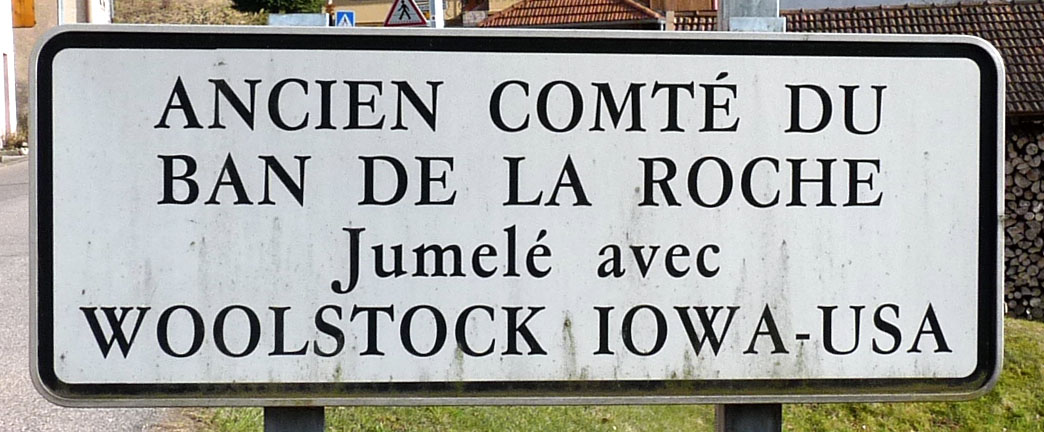
Jumelage avec Woolstock.

Comme sept autres communes du Ban de la Roche (Bellefosse, Belmont, Fouday, Neuviller-la-Roche, Rothau, Solbach et Wildersbach), Waldersbach est jumelée depuis le 15 juillet 1984 avec Woolstock, une petite localité américaine de l'Iowa qui a accueilli au XIXe siècle des immigrants en provenance du Ban de la Roche.

## Population et société

### Démographie
L'évolution du nombre d'habitants est connue à travers les recensements de la population effectués dans la commune depuis 1793. Pour les communes de moins de 10 000 habitants, une enquête de recensement portant sur toute la population est réalisée tous les cinq ans, les populations de référence des années intermédiaires étant quant à elles estimées par interpolation ou extrapolation. Pour la commune, le premier recensement exhaustif entrant dans le cadre du nouveau dispositif a été réalisé en 2006.

En 2022, la commune comptait 120 habitants, en évolution de −7,69 % par rapport à 2016 (Bas-Rhin : +3,17 %, France hors Mayotte : +2,11 %).
| 1793 | 1800 | 1806 | 1821 | 1831 | 1836 | 1841 | 1846 | 1851 |
| ---- | ---- | ---- | ---- | ---- | ---- | ---- | ---- | ---- |
| 342  | 343  | 364  | 438  | 576  | 514  | 500  | 507  | 498  |

| 1856 | 1861 | 1866 | 1871 | 1875 | 1880 | 1885 | 1890 | 1895 |
| ---- | ---- | ---- | ---- | ---- | ---- | ---- | ---- | ---- |
| 445  | 475  | 450  | 464  | 443  | 392  | 384  | 348  | 342  |

| 1900 | 1905 | 1910 | 1921 | 1926 | 1931 | 1936 | 1946 | 1954 |
| ---- | ---- | ---- | ---- | ---- | ---- | ---- | ---- | ---- |
| 327  | 321  | 320  | 261  | 233  | 206  | 189  | 184  | 168  |

| 1962 | 1968 | 1975 | 1982 | 1990 | 1999 | 2006 | 2011 | 2016 |
| ---- | ---- | ---- | ---- | ---- | ---- | ---- | ---- | ---- |
| 158  | 155  | 579  | 585  | 632  | 139  | 137  | 149  | 130  |

| 2021 | 2022 | - | - | - | - | - | - | - |
| ---- | ---- | - | - | - | - | - | - | - |
| 123  | 120  | - | - | - | - | - | - | - |

## Culture locale et patrimoine

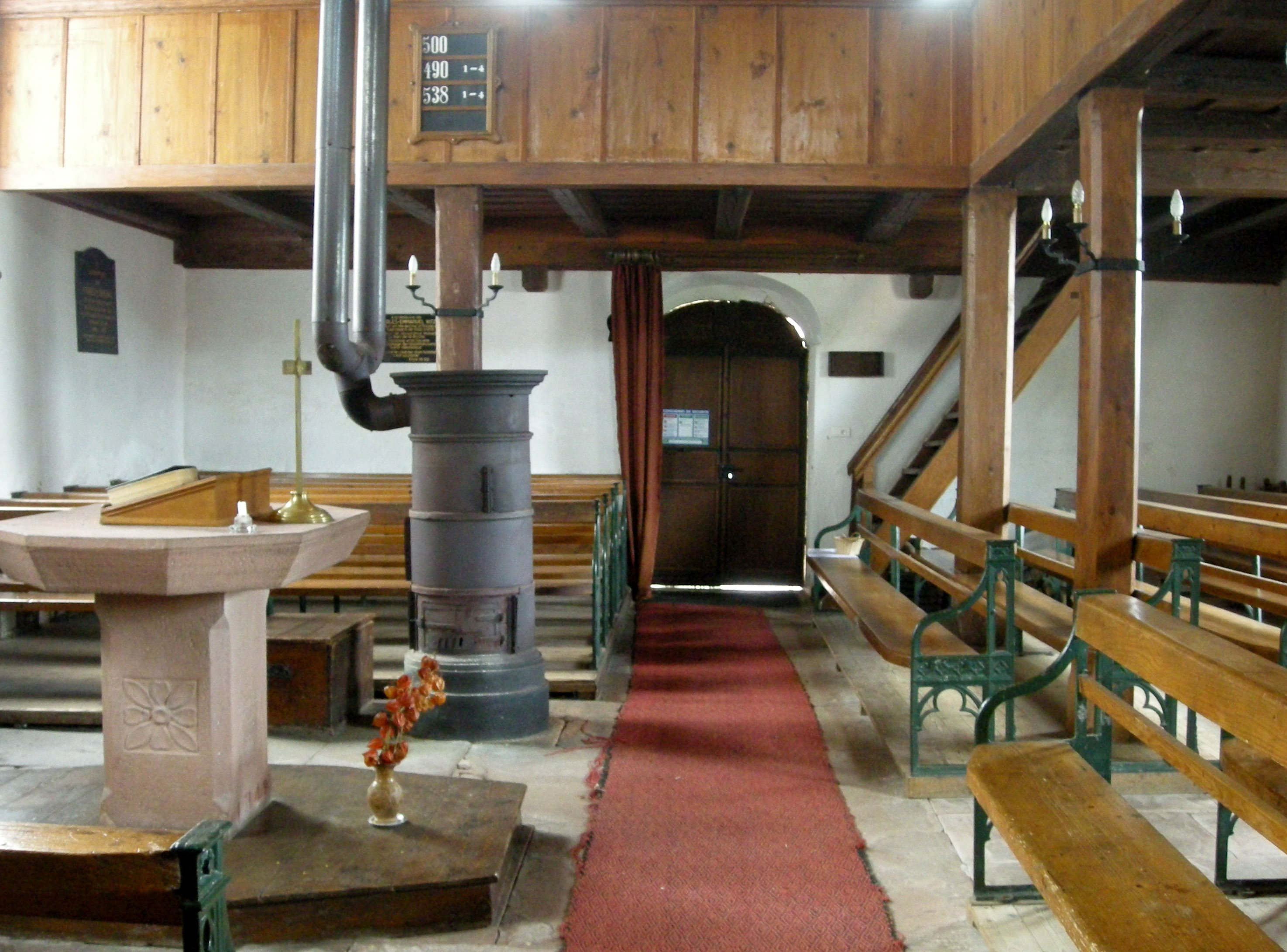
L'église protestante de Waldersbach.

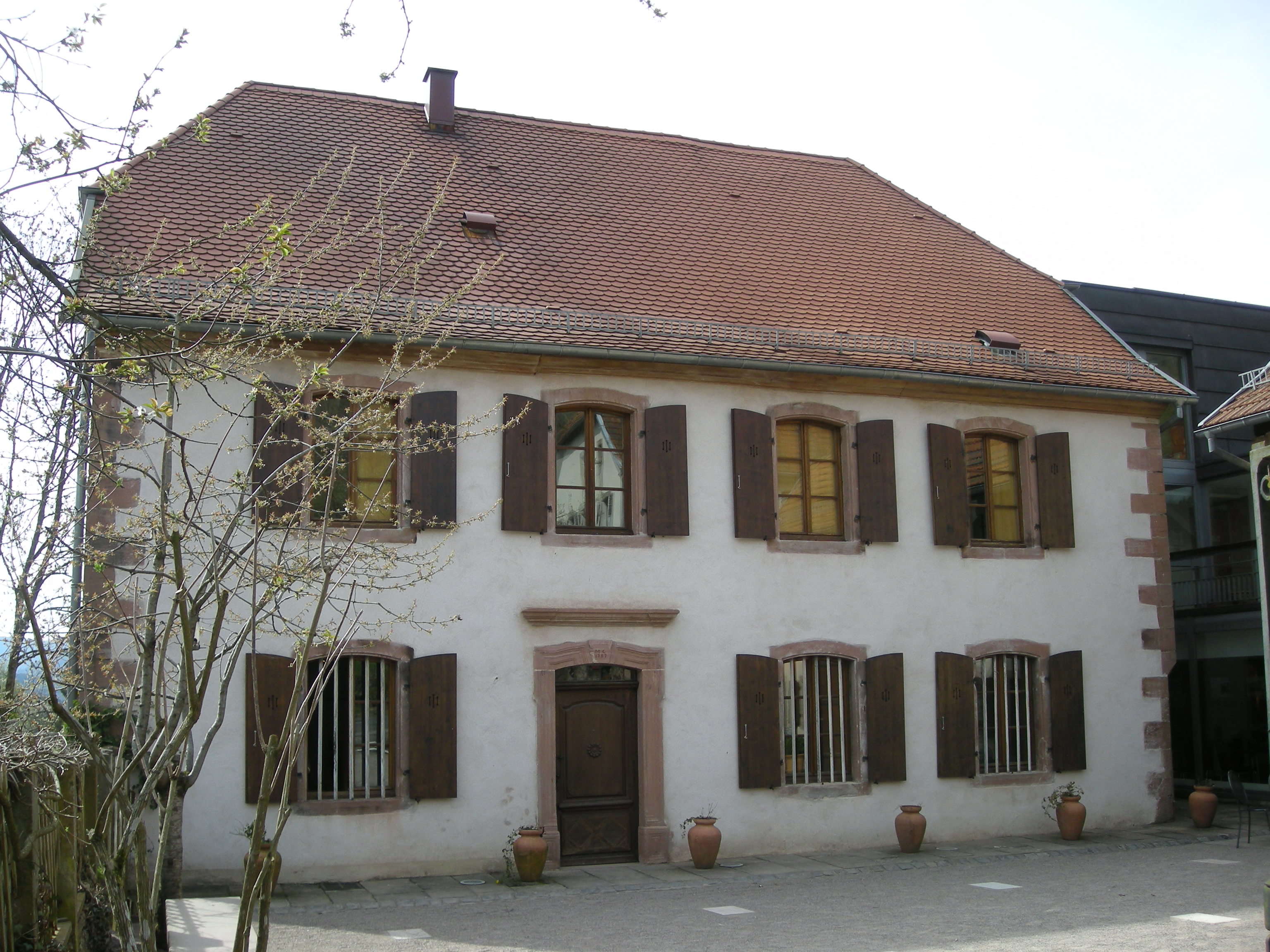
Le presbytère construit par le pasteur Oberlin.

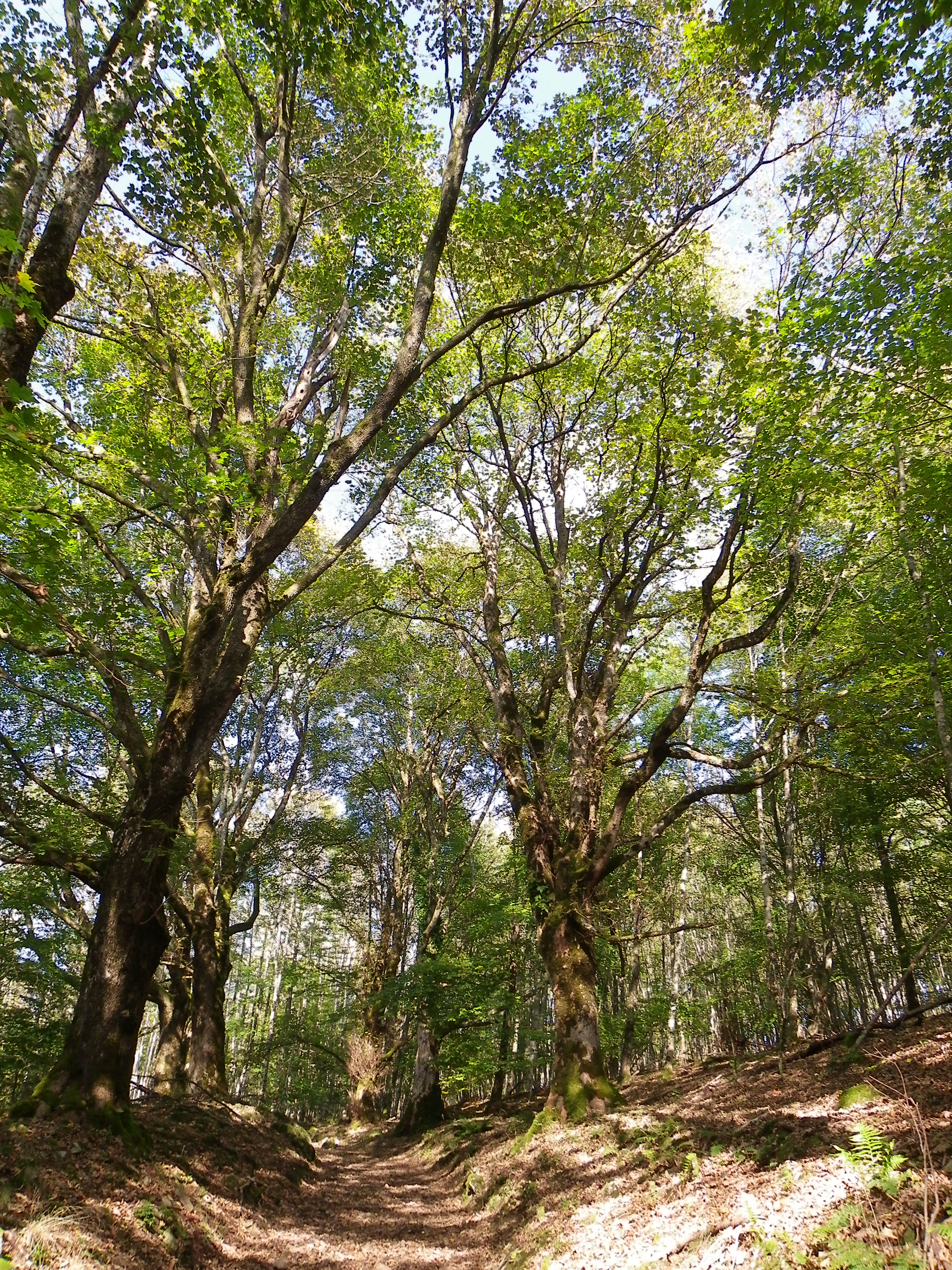
Waldersbach, allée des Fiancés.

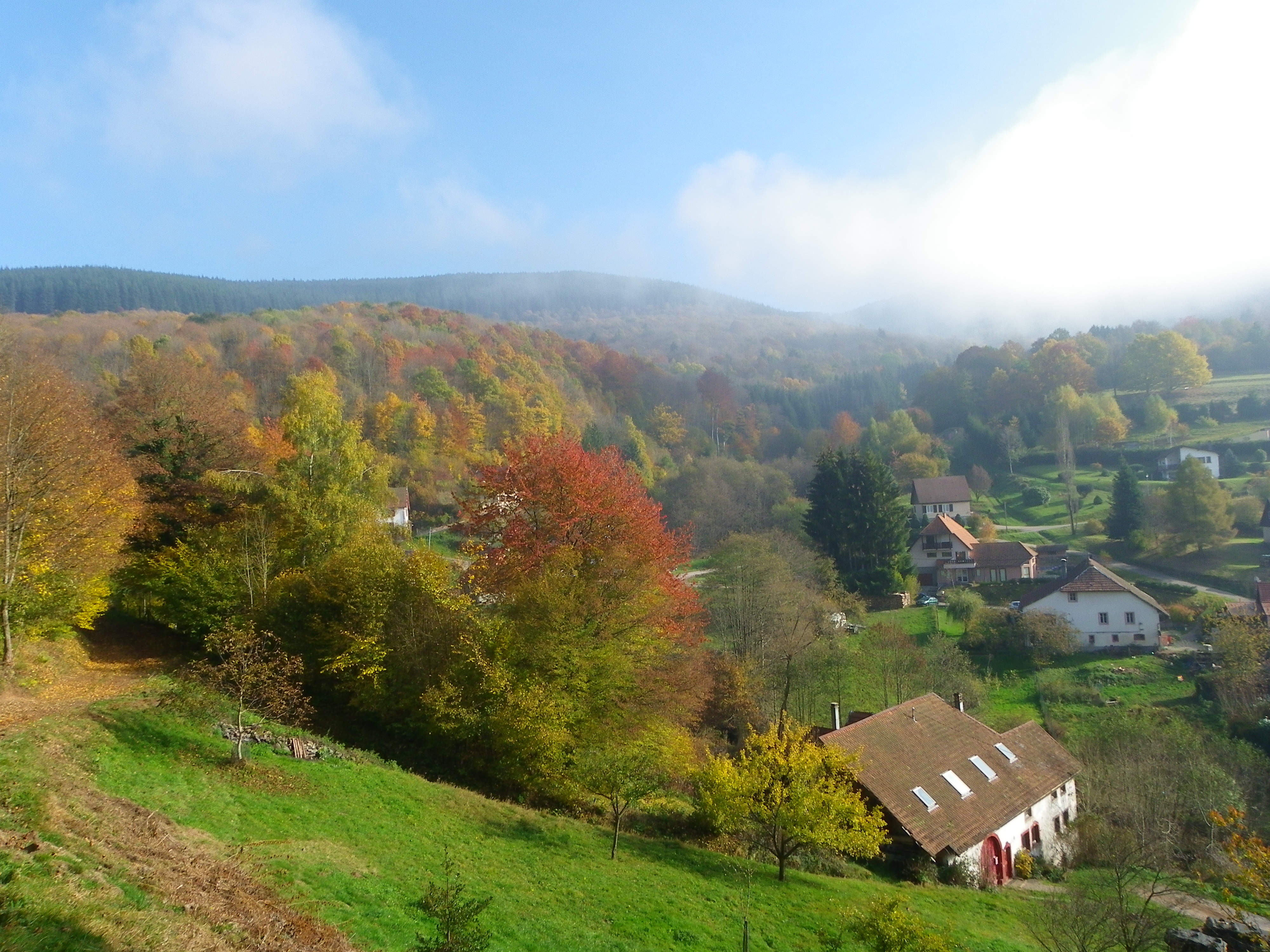
Waldersbach en automne.

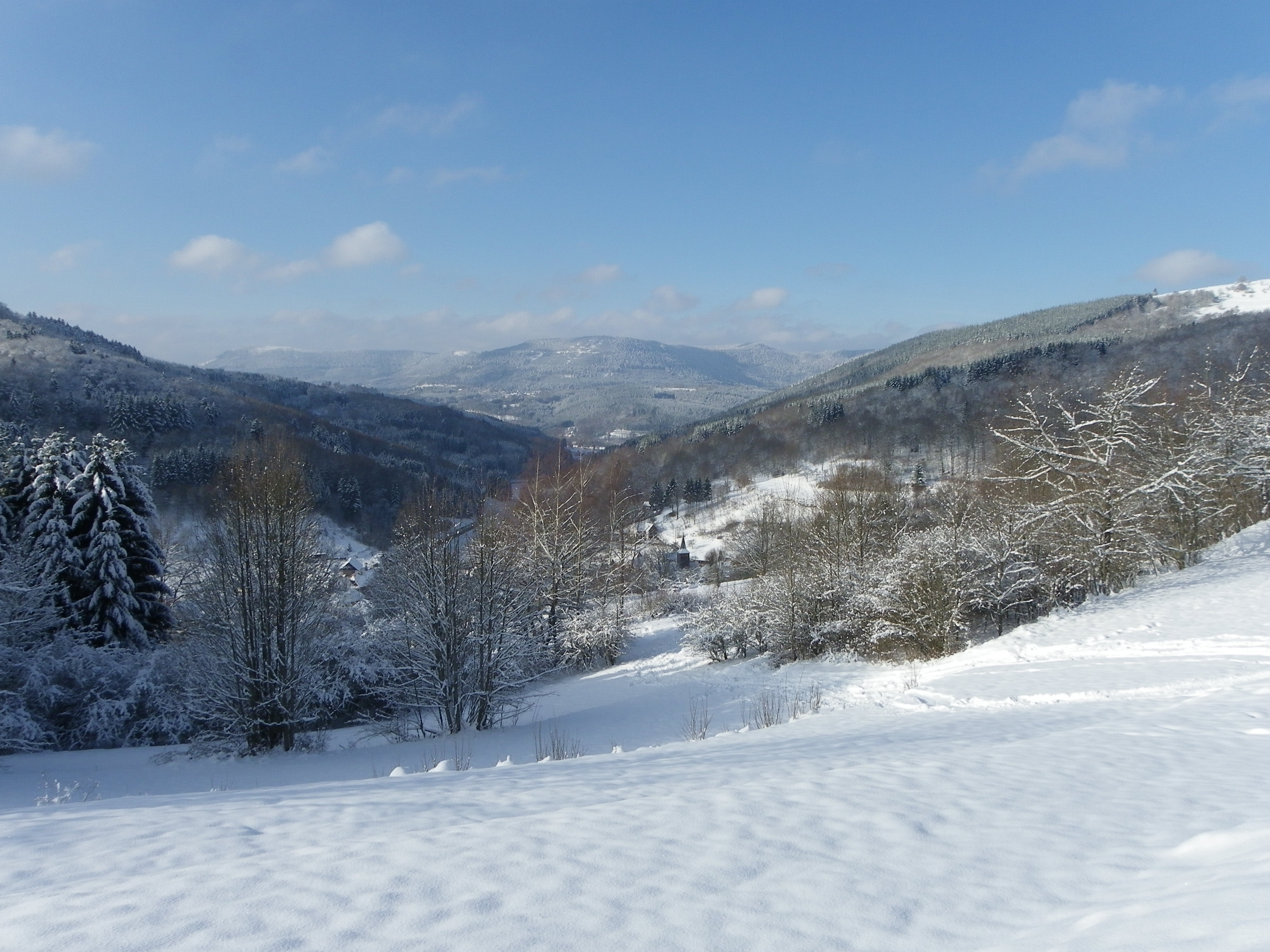
Waldersbach sous la neige.

### Lieux et monuments
- Le musée Jean-Frédéric-Oberlin : non loin de l'église protestante[20]  se trouve le presbytère construit par le pasteur Oberlin en 1787.
Dans un espace rénové en 2002, sa maison accueille désormais un musée sur trois niveaux, où sont exposés les objets et les collections qui témoignent de sa passion pour la pédagogie et de l'éclectisme de ses intérêts.

- Allée Oberlin ou allée des Fiancés[21] : en montant à pied à droite du cimetière pour aller au col de la Perheux, on passe par une magnifique allée bordée de vieux arbres. Les couples mariés à Waldersbach plantaient un arbre le long de cette allée.
- De nombreux chemins permettent de rejoindre des villages à pied dans une ambiance calme et des paysages variés quelle que soit la saison :

vers Fouday et donc la gare SNCF la plus proche ;
vers Solbach ;
vers le col de la Perheux puis Rothau ou Wildersbach (vallée de la Rothaine) ;
vers Belmont et le Champ du Feu ;
vers Bellefosse puis Colroy-la-Roche ou vers Blancherupt.

### Personnalités liées à la commune
- Jean-Frédéric Oberlin (1740-1826), originaire de la commune dont il a également été pasteur pendant plus de cinquante ans. Il a joué un rôle majeur pour sortir la commune de la pauvreté en encourageant le développant de l’apprentissage et de l’instruction chez les jeunes, ainsi qu’en invitant les industriels à venir s’installer aux alentours. Un musée lui est dédié dans la commune et la principale rue du village porte son nom ;
- Louise Scheppler (1763-1837), principale collaboratrice du pasteur Oberlin, maîtresse d’école et pionnière du concept de l’école maternelle ;
- Anne Knight (1786-1862), militante abolitionniste et féministe britannique, a passé les dernières années de sa vie dans la commune pour étudier les travaux du pasteur Oberlin, auquel elle vouait une grande admiration ;
- Jakob Michael Reinhold Lenz (1751-1792), dramaturge allemand, a été accueilli à Waldersbach par Oberlin du 20 janvier au 8 février 1778. Le pasteur raconte ce séjour dans ses carnets. Se basant sur ces derniers, l'écrivain allemand Georg Büchner écrit la nouvelle Lenz qui marquera la littérature allemande ;
- Madeleine Loux (1920-2006), postière et résistante alsacienne, est née et a grandi dans la commune.

### Héraldique
| Blason de Waldersbach | Blason  | D’azur à l’église d’argent, essorée de gueules, sur une terrasse de sinople ; au chef cousu de gueules chargé de trois rocs d’échiquier d’argent. |
| Blason de Waldersbach | Détails | |